# Melika Foroutan
Melika Foroutan (ur. 1976 w Teheranie) – niemiecka aktorka.

## Życiorys
Urodziła się w Teheranie. Jest absolwentką Universität der Künste Berlin. Obecnie mieszka w Berlinie.

## Wybrana Filmografia

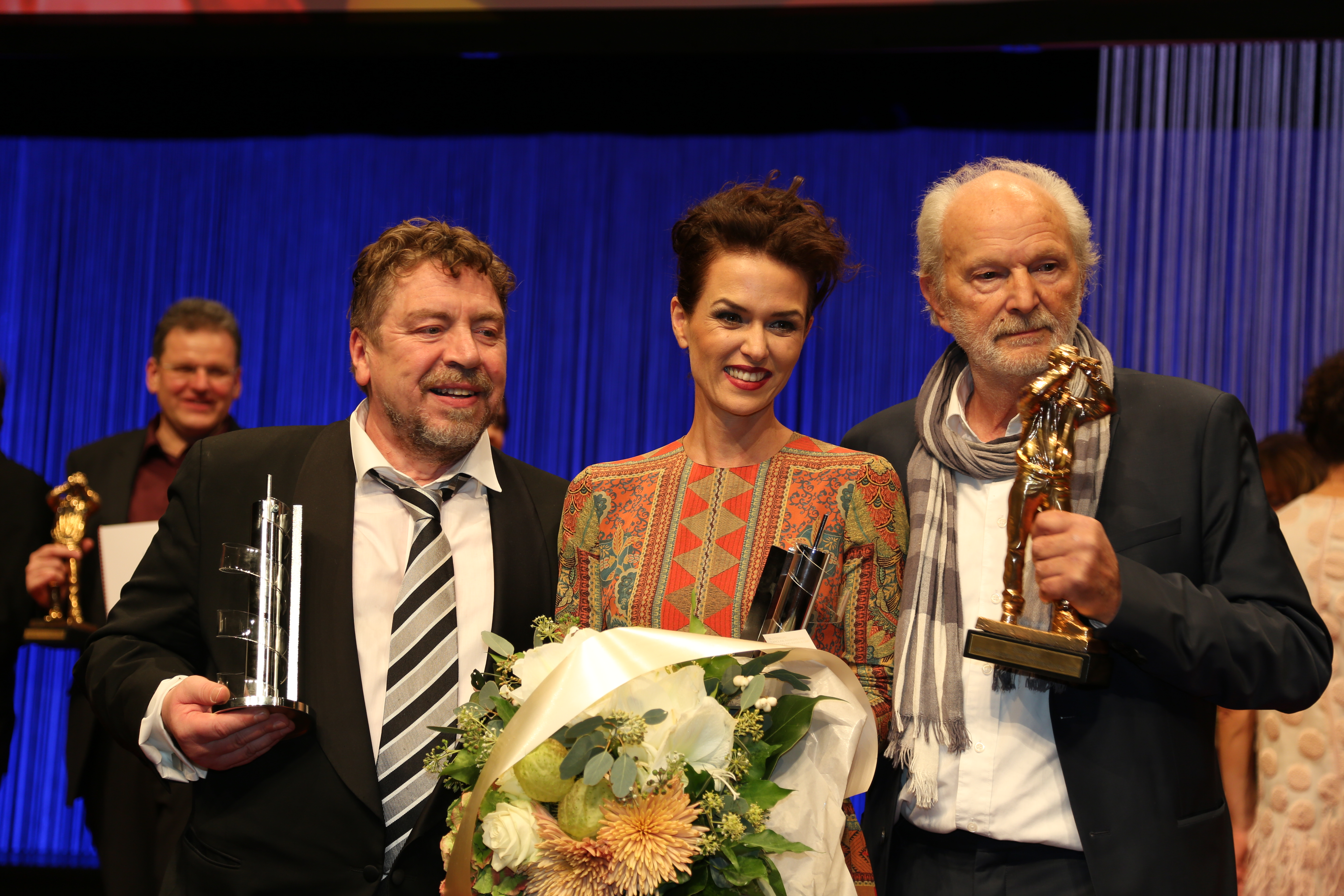
Armin Rohde, Melika Foroutan und Michael Gwisdek beim Hessischen Film- und Kinopreis 2015

- 2008: Spotkanie w Palermo jako Anke
- 2010: Zapach dzikiego bzu jako Sofie
- 2013: List w butelce jako Susanne
- 2014: Uśmiech kobiety jako Aurélie Bredin
- 2022: Wunderschön jako matka Leyli

## Nagrody
- 2015:  Hessischer Fernsehpreis